# Марія Альтман
Марія Альтман (нім. Maria Altmann; 18 лютого 1916, Відень, Австрія — 7 лютого 2011, Вест-Сайд, Лос-Анджелес) — небога і спадкоємиця австрійського цукровиробника Фердинанда Блох-Бауера.

## Життєпис
Марія Альтман — дочка адвоката Густава Блох-Бауера і його дружини Терези Бауер. Батько Марії — брат Фердинанда Блох-Бауера, а мати — сестра Аделі Блох-Бауер. Брати Блохи Фердинанд і Густав поміняли своє прізвище 1917 року на подвійне Блох-Бауер, оскільки всі сини в сім'ї Бауерів або були бездітними, або мали тільки дочок. 1937 року Марія Блох-Бауер вийшла заміж за Фріца Альтмана, брата текстильного фабриканта Бернгарда Альтмана. Дядько Фердинанд подарував Марії на весілля те саме кольє покійної дружини Аделі, в якому її зображено на знаменитому золотому портреті.
1938 року, після аншлюсу Австрії нацистами, Фріца заарештували й відправили в концтабір Дахау. Після звільнення з концтабору Фріц і Марія втекли до США і проживали в Лос-Анджелесі. Марія отримала американське громадянство 1945 року, вони з Фріцем мали четверо дітей.

## Справа Марії Альтман
Дядькові Марії Альтман, чехословацькому цукровиробнику Фердинанду Блох-Бауеру належала невелика колекція картин австрійського художника Густава Клімта, в якій було 4 пейзажі і 2 портрети його дружини Аделі Блох-Бауер. У своєму заповіті Адель, яка померла 1925 року, просила чоловіка передати картини Клімта Галереї Бельведер у Відні.

Прошу свого чоловіка після його смерті передати два моїх портрети і чотири пейзажі авторства Густава Клімта Галереї Бельведер у Відні. Оригінальний текст (нім.)
"Meine 2 Porträts und 4 Landschaften von Gustav Klimt, bitte ich meinen Ehegatten nach seinem Tode der österr. Staats-Galerie in Wien zu hinterlassen."
— Із заповіту Аделі Блох-Бауер 
1936 року Фердинанд передав один із пейзажів Галереї Бельведер. Проте повністю виконати волю дружини йому не вдалось. Вже 1938 року, після аншлюсу Австрії, йому довелося втекти з країни, де нацисти конфіскували все його майно, зокрема й п'ять картин Клімта. Незадовго до смерті 1945 року Фердинанд Блох-Бауер склав заповіт, у якому своїми спадкоємцями він назвав племінників Марію Альтман, Луїзу Гутманн і Роберта Бентлі. Їм переходили права на майно дядька. Картини ж, до цього моменту вже передані Галерею Бельведер, у заповіті не згадувалися.
Картини так і залишилися б у державному володінні, якби в 1990-х роках міжнародна громадськість не стала звертати все більше уваги на безкарні правопорушення, вчинені нацистами під час Другої світової війни, зокрема й на придбання майна злочинним шляхом. 1998 року в Австрії вийшов закон про реституцію конфіскованих нацистами творів мистецтва. Разом з тим, Австрія відкрила доступ до архівів для проведення досліджень.
Австрійський журналіст Хубертус Чернін, вивчаючи архівні дані Галереї Бельведер, виявив, що офіційна версія появи картин у галереї помилкова. Вважалося, що Адель Блох-Бауер залишила картини країні в своєму заповіті, а її чоловік Фердинанд подарував їх галереї 1936 року. Однак документи свідчили про те, що справжнім власником картин весь цей час був Фердинанд Блох-Бауер, який залишив усе майно своїм племінникам.
Саме прочитавши одну зі статей Хубертуса Черніна, Марія Альтман, єдина з живих спадкоємців Фердинанда Блох-Бауера, вирішила домогтися повернення картин, що належали її родині, через суд. На той момент вона готова була залишити портрети Австрії і просити тільки про реституцію пейзажів. Однак Австрія неодноразово нехтувала її пропозиції. Тому 1999 року Марія Альтман подала позов до австрійського суду на Галерею Бельведер з метою домогтися реституції всіх картин, що колись належали її дядькові.
Незабаром їй довелося забрати справу через величезний реєстраційний збір, передбачений австрійським законодавством. Реєстраційний збір — це певний відсоток від вартості відшкодовуваного майна, і в разі Марії Альтман він склав $1,5 млн, тобто близько 1,1 % від вартості п'яти картин ($135 млн). Попри те, що австрійський суд пізніше знизив збір до $350 тис., Альтман не готова була заплатити таку суму.
Вже 2000 року Альтман подала до Федерального окружного суду Каліфорнії на підставі Закону про імунітети іноземних держав. Її справа дійшла до Верховного суду США, який 2004 року постановив, що для державної недоторканності існують винятки в тих випадках, коли йдеться про власність, захоплену з порушенням міжнародного права". Після цієї постанови призначено обов'язковий арбітражний розгляд між Марією Альтман і Австрією за участю трьох австрійських суддів. Верховний суд Австрії встановив, що домагання країни щодо картин Клімта на підставі заповіту Аделі Блох-Бауер були хибними, а істинним власником картин був Фердинанд Блох-Бауер, який залишив усе своє майно спадкоємцям. 16 січня 2006 року арбітражна колегія постановила, що Австрія зобов'язана повернути картини Клімта сім'ї Альтман, і вже в березні вони були в своєї правовласниці.
Рішення суду на користь Марії Альтман стало шоком для австрійської громадськості і для держави в цілому. Втрата картин сприймалася в Австрії як втрата національного надбання. Після суду Австрійська Республіка мала право переважної купівлі картин, а сама Альтман готова була продати картини Австрії. Однак ціна, встановлена представниками Альтман ($300 млн), була непосильною для країни, попри організований збір коштів, а також переговори з банками щодо позики на купівлю картин.
Всього через кілька місяців після повернення картин родині Марія Альтман виставила їх на аукціон в Крістіз. Портрет Аделі Блох-Бауер I продано безпосередньо за 135 млн доларів американському підприємцю і колекціонеру Рональду Лаудеру, а інші картини продано на аукціоні. Так, портрет Аделі Блох-Бауер II продано за 88 млн доларів, а ціна всіх п'яти картин разом становила 327 млн доларів. Від 13 липня 2006 року портрет Аделі Блох-Бауер виставляється в Новій галереї в Нью-Йорку.
Частина грошей від продажу картин пішла на заснування Фонду родини Марії Альтман, який підтримує Музей Голокосту в Лос-Анджелесі та інші публічні й філантропічні установи.

## П'ять картин Клімта, які дісталися за реституцією Марії Альтман

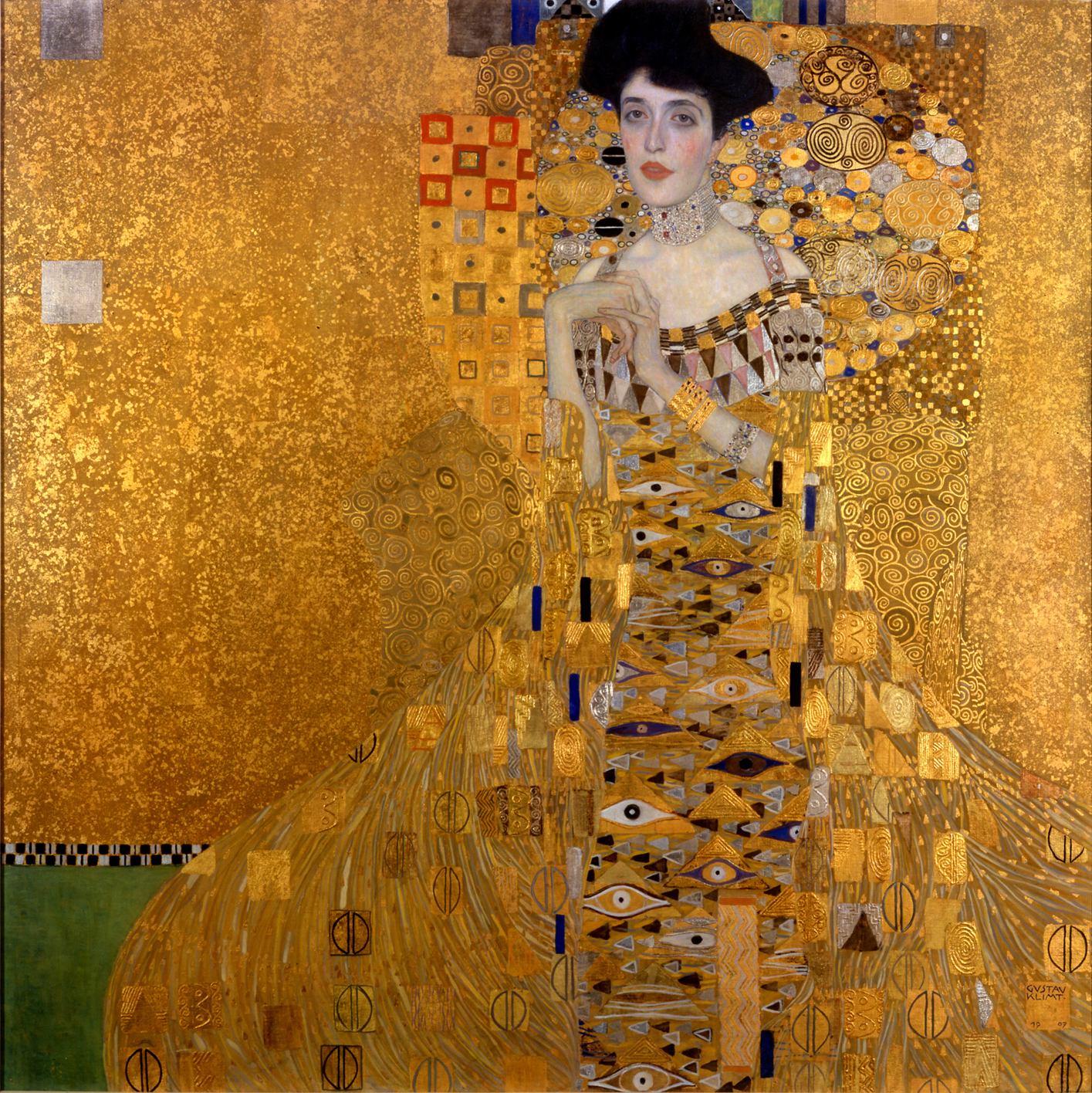
Портрет Аделі Блох-Бауер I, 1907
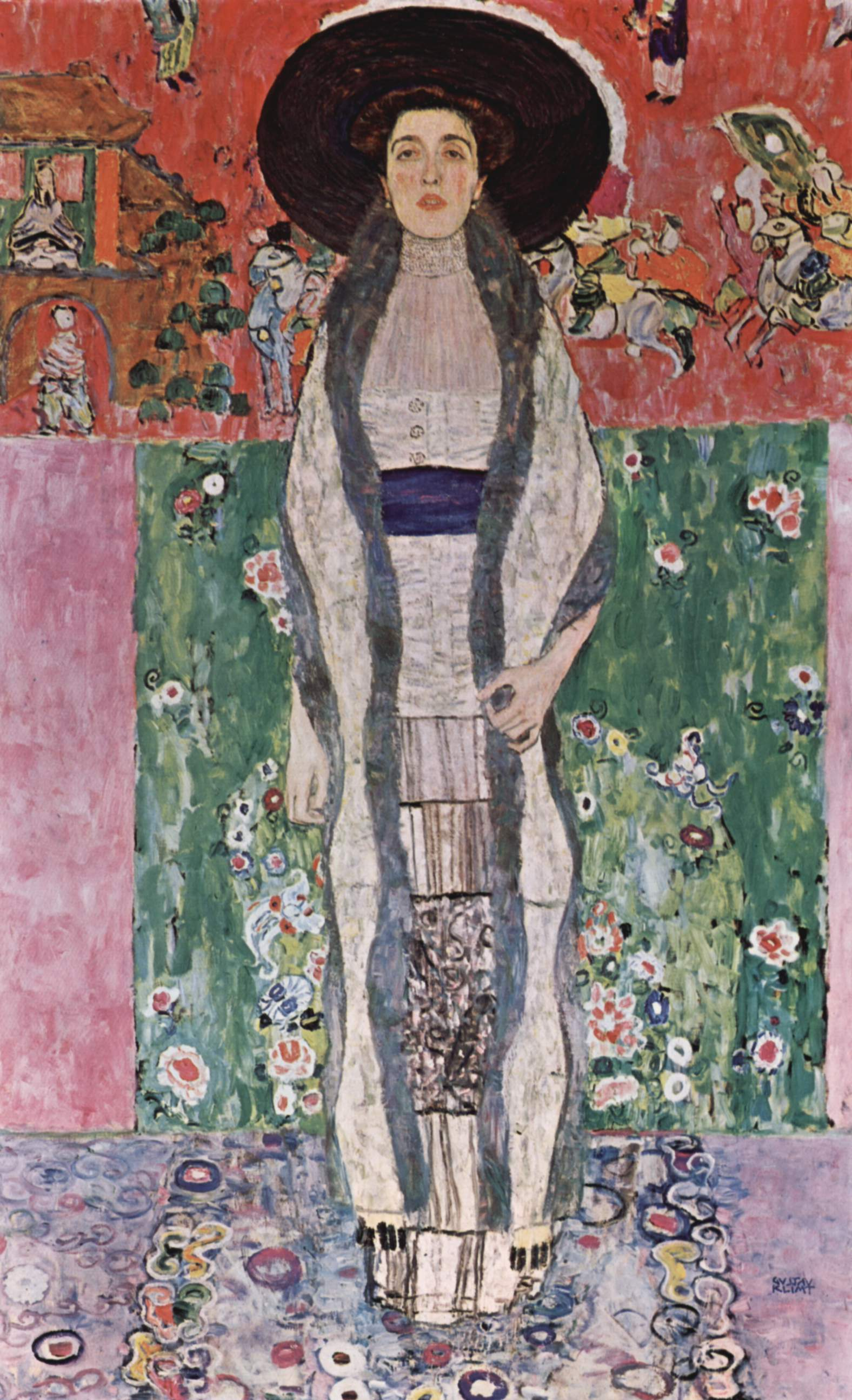
Блох-Бауер II, 1912
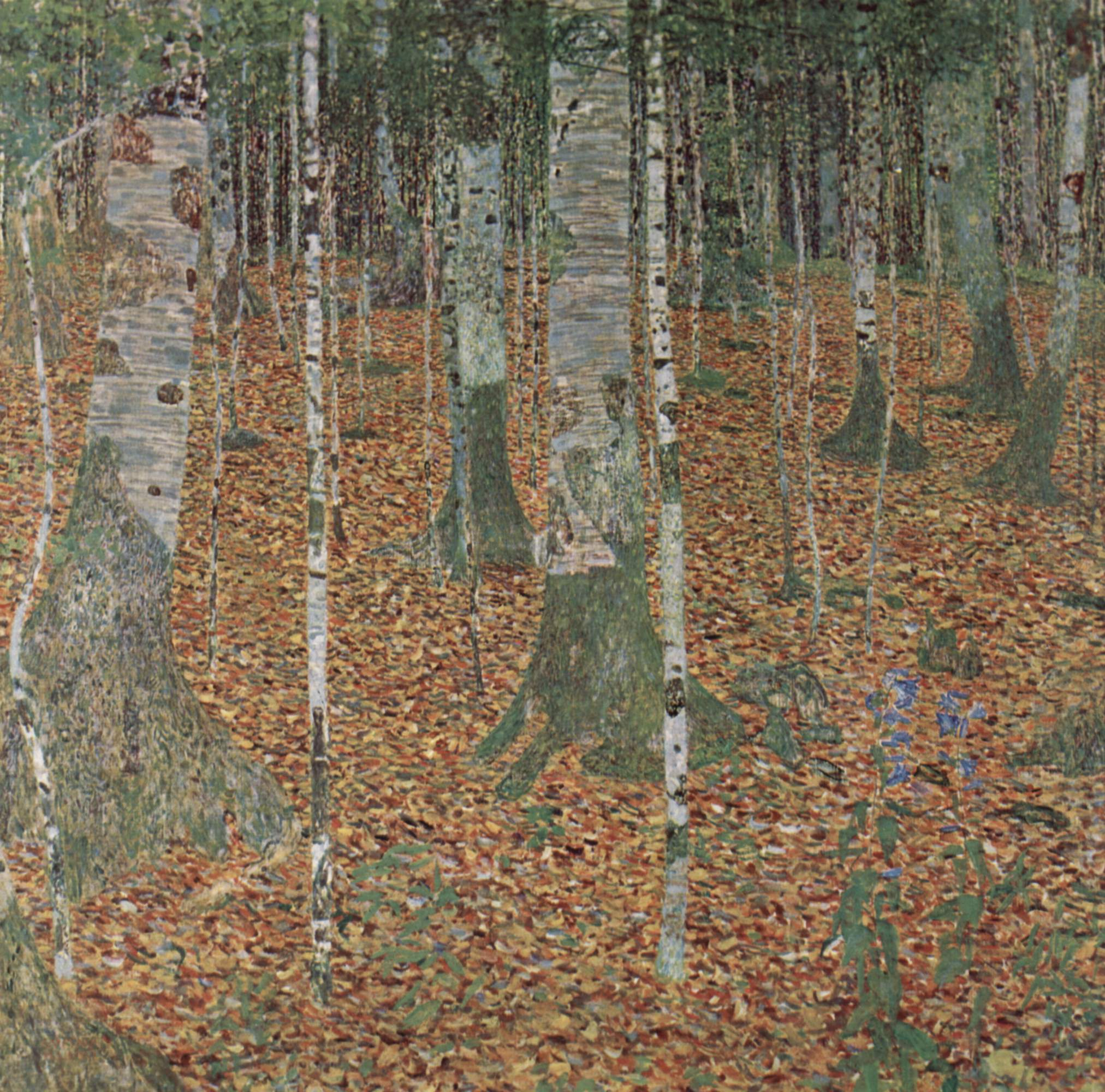
Березовий гай, 1903
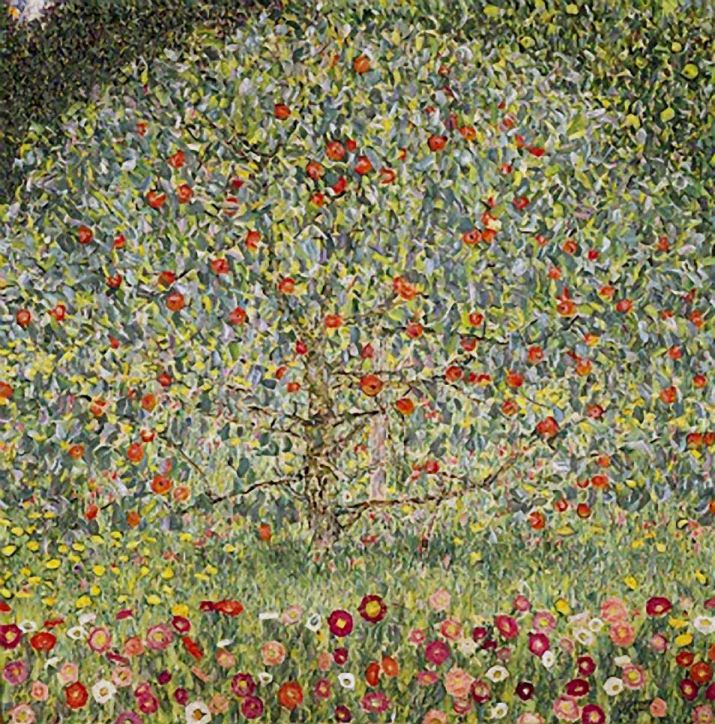
Яблуня I, 1912
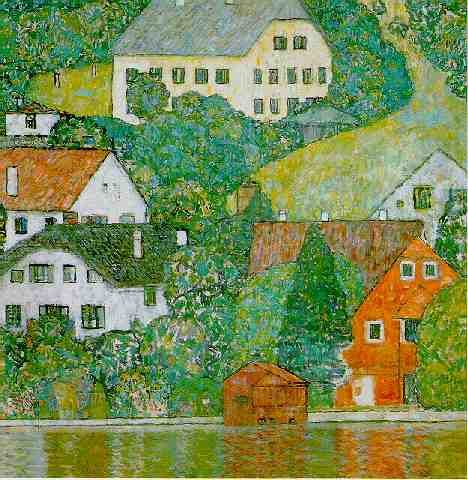
Будинки в Унтераху поблизу Аттерзее, 1916

## Справа Марії Альтман у масовій культурі
Історію Марії Альтман зображено в трьох документальних фільмах і одному художньому:
- У документальному фільмі Вкрасти Клімта[en], що вийшов 2007 році і розповідає про життя Марії у Відні, про втечу від нацистського терору і про її перемогу у справі про реституцію картин Клімта. Фільм включає інтерв'ю з Марією Альтман, її адвокатом Рендолом Шенбергом і журналістом Губертусом Черниним.
- У документальному фільмі 2008 року Бажання Аделі (Adele's Wish) Терренса Тернера, чоловіка внучатої племінниці Марії Альтман. Фільм включає інтерв'ю з Марією Альтман, її адвокатом Рендолом Шенбергом і провідними світовими експертами.
- У документальному фільмі 2006 року Згвалтування Європи[en] про масштабні крадіжки творів мистецтва нацистською державою під час Другої світової війни.
- У художньому фільмі 2015 року Жінка в золоті[en] описано десятирічну боротьбу Марії Альтман за реституцію картин Клімта. Роль Марії Альтман виконує Гелен Міррен, а роль її юриста Рендола Шенберга Раян Рейнольдс. За роль у цьому фільмі Гелен Міррен номіновано на премію Гільдії кіноакторів США.

А також у двох книгах:
- У романі Лорі Альбанезе Вкрадена краса (Stolen Beauty), де описано життєві шляхи і взаємини Аделі Блох-Бауер і Марії Альтман.
- У книзі Грегора Коллінза[en] Випадковий доглядач: як я зустрів, кохав і втратив легендарну біженку від Голокосту Марію Альтман[en], який доглядав Марію Альтман в останні три роки її життя. Книга написана від імені Грегора, який на основі розмов з Марією розповідає про її боротьбу за повернення картин Клімта, а також про людей, які оточували її в той час.